# Liga Națională de fotbal din Gibraltar

Liga Națională de fotbal din Gibraltar este primul eșalon din sistemul competițional fotbalistic din Gibraltar.

## Clasamentul UEFA
Coefiecientul UEFA în 2013
- 50  (50)  Prima Ligă (Armenia)
- 51  (51)  Vodafonedeildin
- 52  (53)  Girone A
- 53  (52)  Primera Divisió
- 54 (-)  Liga Națională de fotbal din Gibraltar

## Echipele primei divizii (2009-2010)
| Club                           |
| ------------------------------ |
| Gibraltar United F.C.          |
| Manchester United Digibet F.C. |
| St Joseph's F.C.               |
| Glacis United F.C.             |
| PwC Laguna F.C.                |
| Lincoln Security Express F.C.  |
| College Cosmos F.C.            |

## Echipele diviziei secunde (2009-2010)
| Club                          |
| ----------------------------- |
| Lynx F.C.                     |
| F.C. Britannia XI             |
| Europa F.C.                   |
| Chelsea F.C.                  |
| Lions F.C.                    |
| SJ Athletic F.C.              |
| Leo Santos & Sons F.C.        |
| Gib Pilots Cotton Leisure F.C |
| Sporting Club F.C.            |
| Cannons F.C.                  |
| South United F.C.             |
| Europort Isolas               |
| Pegasus Cosmos FC             |
| Rock Celtic F.C.              |

## Liga rezerverlor (2009-2010)
| Club                                    |
| --------------------------------------- |
| Gibraltar United F.C. Reserves          |
| Manchester United Digibet F.C. Reserves |
| St Joseph's F.C. Reserves               |
| Glacis United F.C Reserves              |
| Lincoln Security Express FC Reserves    |
| College Cosmos F.C. Reserves            |
| Lions F.C. Reserves                     |
| PwC Laguna F.C. Reserves                |
| Chelsea F.C. Reserves                   |
| Leo's Santos & Sons F.C. Reserves       |
| Cannons F.C. Reserves                   |

## Foste campioane
| - 1895/96 Gibraltar F.C. - 1896/97 Jubilee F.C. - 1897/98 Jubilee F.C. - 1898/99 Albion F.C. - 1899/00 Exiles F.C. - 1900/01 Prince of Wales F.C. - 1901/02 Exiles F.C. - 1902/03 Prince of Wales F.C. - 1903/04 Prince of Wales F.C. - 1904/05 Athletic F.C. - 1905/06 Prince of Wales F.C. - 1906/07 nu s-a disputat - 1907/08 Britannia F.C. - 1908/09 Prince of Wales F.C. - 1909/10 South United F.C. - 1910/11 South United F.C. - 1911/12 Britannia F.C. - 1912/13 Britannia F.C. - 1913/14 Prince of Wales F.C. - 1914/15 Royal Sovereign F.C. - 1915/16 nu s-a disputat - 1916/17 Prince of Wales F.C. - 1917/18 Britannia F.C. - 1918/19 Prince of Wales F.C. - 1919/20 Britannia F.C. - 1920/21 Prince of Wales F.C. - 1921/22 Prince of Wales F.C. - 1922/23 Prince of Wales F.C. - 1923/24 Gibraltar F.C. - 1924/25 Prince of Wales F.C. - 1925/26 Prince of Wales F.C. - 1926/27 Prince of Wales F.C. - 1927/28 Prince of Wales F.C. - 1928/29 Europa F.C. - 1929/30 Europa F.C. - 1930/31 Prince of Wales F.C. - 1931/32 Europa F.C. - 1932/33 Europa F.C. - 1933/34 Commander of the Yard F.C. | - 1934/35 Chief Construction F.C. - 1935/36 Chief Constructor F.C. - 1936/37 Britannia F.C. - 1937/38 Europa F.C. - 1938/39 Prince of Wales F.C. - 1939/40 Prince of Wales F.C. - 1940/41 Britannia F.C. - 1942-1945 nu s-a disputat - 1946/47 Gibraltar United F.C. - 1947/48 Gibraltar United F.C. - 1948/49 Gibraltar United F.C. - 1949/50 Gibraltar United F.C. - 1950/51 Gibraltar United F.C. - 1951/52 Europa F.C. - 1952/53 Prince of Wales F.C. - 1953/54 Gibraltar United F.C. - 1954/55 Britannia F.C. - 1955/56 Britannia F.C. - 1956/57 Britannia F.C. - 1957/58 Britannia F.C. - 1958/59 Britannia F.C. - 1959/60 Gibraltar United F.C. - 1960/61 Britannia F.C. - 1961/62 Gibraltar United F.C. - 1962/63 Britannia F.C. - 1963/64 Gibraltar United F.C. - 1964/65 Gibraltar United F.C. - 1965/66 Glacis United F.C. - 1966/67 Glacis United F.C. - 1967/68 Glacis United F.C. - 1968/69 Glacis United F.C. - 1969/70 Glacis United F.C. - 1970/71 Glacis United F.C. - 1971/72 Glacis United F.C. - 1972/73 Glacis United F.C. - 1973/74 Glacis United F.C. - 1974/75 Manchester United F.C. - 1975/76 Glacis United F.C. - 1976/77 Manchester United F.C. | - 1977/78 nu s-a disputat - 1978/79 Manchester United F.C. - 1979/80 Manchester United F.C. - 1980/81 Glacis United F.C. - 1981/82 Glacis United F.C. - 1982/83 Glacis United F.C. - 1983/84 Manchester United F.C. - 1984/85 Glacis United F.C. - 1985/86 Lincoln F.C. - 1986/87 St Theresas F.C. - 1987/88 St Theresas F.C. - 1988/89 Glacis United F.C. - 1989/90 Lincoln F.C. - 1990/91 Lincoln F.C. - 1991/92 Lincoln F.C. - 1992/93 Lincoln F.C. - 1993/94 Lincoln F.C. - 1994/95 Manchester United F.C. - 1995/96 St Joseph's F.C. - 1996/97 Glacis United F.C. - 1997/98 St Theresas F.C. - 1998/99 Manchester United F.C. - 1999/00 Glacis United F.C. - 2000/01 Lincoln F.C. - 2001/02 Gibraltar United F.C. - 2002/03 Newcastle United F.C. (ca Lincoln F.C.) - 2003/04 Newcastle United F.C. - 2004/05 Newcastle United F.C. - 2005/06 Newcastle United F.C. - 2006/07 Newcastle United F.C. - 2007/08 Lincoln F.C. - 2008/09 Lincoln F.C. |